# Laotische Revolutionäre Volkspartei
Die Laotische Revolutionäre Volkspartei (Abkürzung LRVP, französisch Parti révolutionnaire populaire lao, Laotisch: ພັກປະຊາຊົນປະຕິວັດລາວ, transkribiert: Phak Pasason Pativat Lao) ist eine marxistisch-leninistische politische Partei in Laos. Sie wurde 1955 gegründet und entstand aus der von Ho Chi Minh 1930 gegründeten Kommunistischen Partei Indochinas.

## Geschichte
Im Februar 1930 gründete Ho Chi Minh gemeinsam mit weiteren Kommunisten die KP Indochinas in Hongkong. Ursprünglich bestand die Partei hauptsächlich aus vietnamesischen Mitgliedern. 1934 schlossen sich 6 Zellen der Kommunistischen Partei Indochinas zu einer Laotischen Sektion zusammen. Nach 1945 zog Ho Chi Minh junge revolutionäre Intellektuelle aus den zwei weiteren indochinesischen Ländern unter französischer Herrschaft, Kambodscha und Laos in die Partei an, so aus Laos Kaysone Phomvihane und Nouhak Phoumsavanh.

### Gründung
In den 50er Jahren entstanden aus der KP Indochinas drei regionale Parteien, welche das Anliegen der KP Indochinas fortan in ihrem eigenen Land fortsetzten. In Laos war dies die Laotische Volkspartei, die sich am 22. März 1955 konstituierte. Sie begriff sich als Partei der Revolution. An ihrem ersten Parteitag nahmen 25 Delegierte teil, die etwa 400 Mitglieder vertraten. Da alle Informationen aber von Vietnam, dem maßgeblichen Partner, geheim gehalten wurden (bis 1991 wurden nicht einmal die Namen der Parteikader offiziell genannt), ist eine Verifikation äußerst schwierig. Man weiß allerdings, dass in der LVP Kader der Lao-Issara-Bewegung genauso vorhanden waren wie Partisanenverbände und linke Intellektuelle, die ihre Ausbildung in Hanoi, Moskau und Peking erhalten hatten. Unmittelbar nach ihrer Gründung geriet die Partei in eine gefährliche Situation. Zwischen 1957 und 1958 wurden viele Mitglieder verhaftet, eingesperrt oder getötet.

### Entwicklung
Die LVP gründete 1957 einen legalen Arm, die Laotische Patriotische Front, (Lao: ແນວລາວຮັກຊາດ gesprochen Näo Lao Hak Sat, kurz NLHS) deren Mitglieder an diversen Koalitionskabinetten in Laos unter Souvanna Phouma teilnahmen. Bei den Parlamentswahlen im Mai 1958 gewann die Laotische Patriotische Front 9 von 21 zu vergebenen Sitzen. 4 weitere Sitze gingen an die verbündete Santiphab Partei. 1.500 von 6.000 Soldaten der Pathet Laos sollten in die Königlich Laotischen Streitkräfte integriert werden. Nachdem Verhandlungen über die Integration der Bewaffneten gescheitert waren, wurden 16 führende Mitglieder der Patriotischen Front verhaftet, darunter 7 Parlamentarier.
Nach internen Informationen hatte die Partei 1968 14.000 Mitglieder. 60 % der Mitglieder waren nach diesem Lao Thueng, 37 % Tiefland Laoten und nur 3 % Angehörige der Bergvölker. Geht man davon aus, dass die Bevölkerung der von den Pathet Lao kontrollierten Gebiete 1 Million betrug, waren 1,4 % Der Bevölkerung Mitglied der Partei. Die Partei war in drei regionale Hauptquartiere organisiert. Das Xieng Khoung Regionale Hauptquartier, das Sam Neua Regionale Hauptquartier und das Südliche Taktische Hauptquartier. In jeder Provinz des Landes gab es eine Basisorganisation. über deren Mitgliedschaft war 1969 wenig bekannt. Der hohe Anteil von Lao Thueng verwundert wenig. Die Partei war primär in der Provinz Huaphan aktiv, also in der Umgebung von Sam Neua. Die Bevölkerung bestand dort nur aus 20 % Tiefland Laoten.
Obwohl die Parteistatuten, die denen der Vietnamesischen KP glichen, Parteikongresse alle fünf Jahre vorsahen, fand der 2. Parteitag erst im Februar 1972 statt. Auf diesem nahm die Partei ihren jetzigen Namen an. 1975 übernahmen in Laos die Kommunisten der LRVP mit Hilfe aus Vietnam die Macht und stürzten so die Monarchie zugunsten einer nach sowjetischem Vorbild organisierten Volksdemokratie. Am 2. Dezember 1975 wurde die Demokratische Volksrepublik Laos offiziell proklamiert. Die LRVP wurde zur führenden Staatspartei.
1976 nahm eine Delegation der LRVP am VII. Parteitag der PdA Albaniens teil. Auf dem IV. Parteitag der LRVP 1986 wurde die Linie der Renovierung angenommen.

## Rolle in der Politik
In der Verfassung von 1991 ist die Führungsrolle der LRVP festgeschrieben.
Für 1991 wird eine Mitgliederzahl von rund 60.000 angegeben, was etwa 1 % der damaligen Bevölkerung des Landes entspricht. Die für 2021 angegebenen rund 350.000 Mitglieder entsprechen etwa 5 % der gegenwärtigen Bevölkerung.
Die LRVP folgte 1986–1991 teilweise den propagierten Thesen von Glasnost und Perestrojka. Es wurden Reformen in Richtung Marktwirtschaft unternommen. Die Kontrolle der Preise und die zentrale Planung der Produktion wurde abgeschafft. Die Entwicklung des privaten Sektors wurde gefördert. Dies wurde auf dem IV. Parteikongress am 15. November 1986 beschlossen.
Die 1979 gegründete Laotische Front für nationalen Aufbau ist die von der LRVP geführte Volksfront der DVR Laos.

### Parteitag
Höchstes Gremium der Partei ist der Parteitag, auf dem die politische Linie der Partei festgelegt und das Zentralkomitee gewählt wird. Er setzt sich aus von den Parteigliederungen gewählten Delegierten zusammen. Jedoch folgt der Parteitag der Agenda und den Vorgaben des Zentralkomitees (ZK) und des Politbüros des ZK.
Seit 1986 wird die statutenmäßige Einberufung des Parteikongresses alle fünf Jahre eingehalten.

#### Parteitage
| Bezeichnung              | Datum                 |
| ------------------------ | --------------------- |
| I. (Gründungs-)Parteitag | 22. März 1955         |
| II. Parteitag            | 3.–6. Februar 1972    |
| III. Parteitag           | 27.–30. April 1982    |
| IV. Parteitag            | 13.–15. November 1986 |
| V. Parteitag             | 27.–29. März 1991     |
| VI. Parteitag            | 18.–20. März 1996     |
| VII. Parteitag           | 12.–14. März 2001     |
| VIII. Parteitag          | 18.–21. März 2006     |
| IX. Parteitag            | 17.–21. März 2011     |
| X. Parteitag             | 18.–22. Januar 2016   |
| XI. Parteitag            | 13.–15. Januar 2021   |

### Parteiführer
| Name                | Zeitraum                          | Titel                           |
| ------------------- | --------------------------------- | ------------------------------- |
| Kaysone Phomvihane  | 22. März 1955 – 21. November 1992 | Vorsitzender des ZK der LRVP    |
| Khamtai Siphandone  | 24. November 1992 – 21. März 2006 | Vorsitzender des ZK der LRVP    |
| Choummaly Sayasone  | 21. März 2006 – 22. Januar 2016   | Generalsekretär des ZK der LRVP |
| Boungnang Vorachith | 22. Januar 2016 – 15. Januar 2021 | Generalsekretär des ZK der LRVP |
| Thongloun Sisoulith | seit dem 15. Januar 2021          | Generalsekretär des ZK der LRVP |

### Zentralkomitee
Das auf dem XI. Parteitag gewählte Zentralkomitee der LRVP besteht aus 71 Vollmitgliedern und 10 Kandidaten.

### Politbüro
Das vom I. Plenum des ZK (auf dem XI. Parteitag) gewählte Politbüro des ZK der LRVP besteht aus 13 Mitgliedern.
Bekannte ehemalige und aktuelle Mitglieder des Politbüros waren bzw. sind Choummaly Sayasone, Thongsing Thammavong, Boungnang Vorachit, Bouasone Bouphavanh und Thongloun Sisoulith.
Alle Mitglieder des Politbüros haben für gewöhnlich auch wichtige Staatsfunktionen inne wie die des Staatsoberhaupts oder die des Ministerpräsidenten.